# Prince of the Sun
Prince of the Sun (яп. 100万年地球の旅バンダーブック Хякуманнэн тикю: но таби банда: букку) — полнометражный аниме-фильм 1978 года режиссёра Сакагати Хисаси производства студии Tezuka Productions. Премьера состоялась 27 августа 1978 года на телеканале Nippon Television в рамках ежегодного 24-часового марафона Love Save The Earth.

## Сюжет
На пассажирском космическом корабле, в котором путешествуют профессор Кудо и его жена, произошёл взрыв, в результате чего пострадали сотни людей. Зная, что корабль обречён на уничтожение, чета Кудо помещает своего новорождённого сына в спасательную капсулу и выбрасывают её в космос. Капсула достигает планеты Зоби, где королева находит малыша, даёт ему имя Бандар и усыновляет, чтобы сделать его будущим королем планеты. Взрослея, мальчик не может не заметить, что он сильно отличается от всех других жителей планеты, которые благодаря специальному кольцу способны превращаться в животных. В итоге семнадцатилетний Бандар, наконец, узнаёт, что он с планеты Земля, поэтому жаждет вернуться на родину, несмотря на любовь принцессы Мимур и дурную славу у мирного населения планеты Зоби.
Вскоре на планету нападают космические пираты с планеты Земли, во главе с Блэк Джеком, который похищает Бандара и оставляет его на другой планете, где тому помогает смешное (и немного ревнивое) розоволосое существо, способное менять форму. Бандару удаётся пережить различные приключения, в том числе столкновение в космическом «вестерн»-салуне с жестоким марганцевым роботом и освобождение Марины, принцессы с планеты Сириус 8, пленницы своего рода вампира в замке, напоминающем замок Графа Дракулы. Бандар оказался в плену у посла Земли Докудами, который хочет жениться на принцессе, чтобы захватить планету, и узнаёт от учёного Шарлока, который также заключён в тюрьме Докудами, что тот хочет захватить «сущность террора», которую он дистиллировал. Бандару удастся сбежать на Землю вместе с Мариной и забавным розовым существом, которое несёт Блэк Джек, спасший их от Докудами и защищающий героев несмотря на свою плохую репутацию.
С помощью машины времени Блэк Джека Бандар видит череду катастроф, которые характеризуют историю Земли, узнаёт, что он сын доктора Кудо, и раскрывает причину смерти своих родителей: её подстроил президент Видор, диктатор Земли, потому что они протестовали против совершённой им экологической катастрофы. В прошлом он встретит новорождённого себя и своих родителей. Он не может спасти их жизни, но ему сообщают о существовании его старшего брата, похищенного Видором. В настоящее время Бандар и Блэк Джек (тот самый брат) сражаются с Видором и убивают его, после чего их противником становится ужасный компьютер Ваксен, который овладевает разумом хозяина и способен убить любого, кто противится этому.

## В ролях
- Ю Мидзусима — принц Бандар
- Тору Охира — король Зоби
- Рэйко Муто — королева Тасука
- Мами Кояма — Мимиру
- Масато Ибу — Блэк Джек
- Киёси Кобаяси — профессор Кудо
- Юкико Никайдо — Миме Кудо
- Косэй Томита — Рой Болбокс
- Канэта Кимоцуки — Доктор Сараку
- Иэмаса Каюми — Докудами